# Finnair Skywheel
Finnair Skywheel är ett pariserhjul i centrala Helsingfors som togs i drift den 3 juni 2014. Hjulet är av modell R40, konstruerat av det nederländska företaget Dutch Wheels, och ägs och drivs av Skywheel Helsinki Oy. Hjulet står på Skatudden, nära den plats där Finnair startade sin verksamhet under namnet Aero Oy på 1920-talet.
Finnair Skywheel är 40 meter högt och har 29 blå-vita gondoler och en VIP-gondol i avvikande färg och med lädersäten och glasgolv. Gondolerna rymmer vardera åtta personer, utom VIP-gondolen som rymmer fyra. Alla gondolerna har klimatanläggning och hjulet kan därmed köras året runt, men under första driftåret visade det sig svårt att locka kunder vintertid.